# Талла (Италия)
Талла (итал. Talla) — коммуна в Италии, расположена в области Тоскана, в провинции Ареццо.
Население коммуны составляет 1170 человек (2008 г.), плотность населения составляет 19 чел./км². Занимает площадь 60 км². Почтовый индекс — 52010. Телефонный код — 0575.
Покровителем коммуны почитается святитель Николай Мирликийский, празднование 6 декабря

## Демография
Динамика населения:

## Администрация коммуны
- Официальный сайт: http://www.comune.talla.ar.it/